# Muller (restaurant)
Muller was een restaurant in de stad Groningen, Nederland. Het had een Michelinster in de periode 1997-2012. In 2013 kende de GaultMillau het restaurant 16 van de maximaal 20 punten toe.
Eigenaar en chef-kok was Jean-Michel Hengge. Muller was lid van Les Patrons Cuisiniers.

## Historie
Muller werd in 1991 gesticht door Frank Verbeek en Jacques Muller. Zij huurden Jean-Michel Hengge, die daarvoor werkzaam was bij Les Quatre Saisons, in als chef-kok. In 1992 kocht Hengge het restaurant.
In 2011 veranderde Hengge van koers met zijn restaurant. Van een restaurant met personeel en 30 couverts werd het een eenmanszaak met acht tot tien couverts. Het behoud van de Michelinster na deze koerswijziging maakte Hengge bijzonder blij. Hij vatte het op als het toegekend krijgen van een compleet nieuwe ster.
In 2013 veranderde Hengge opnieuw zijn concept: hij kookte alleen nog maar op verzoek voor besloten groepen, maar wel op hetzelfde niveau. Per 1 juli 2017 verkocht hij zijn zaak wegens het bereiken van de 65-jarige leeftijd. In het pand kwam een Franse delicatessenbar.